# Rod Stewart
Roderick David Stewart CBE (Londres, 10 de janeiro de 1945), mais conhecido como Rod Stewart, é um cantor e compositor britânico de rock e pop. Conhecido por sua distinta voz rouca, ele está entre os artistas recordistas de vendas, tendo vendido mais de 120 milhões de discos em todo o mundo. Sua carreira começou em 1962, quando passou a tocar na rua com uma harmônica. Em 1963, juntou-se aos The Dimensions como gaitista e vocalista. No ano seguinte, entrou na Steampacket antes de se mudar para o Jeff Beck Group em 1967. Ao ingressar no Faces em 1969, também iniciou sua carreira solo, lançando seu álbum de estreia, An Old Raincoat Won't Ever Let You Down, naquele ano. Suas primeiras obras eram uma fusão de rock, folk, soul e R&B. Seu terceiro álbum, Every Picture Tells a Story (1971), foi um grande avanço, liderando as paradas no Reino Unido, Estados Unidos, Canadá e Austrália, assim como a canção "Maggie May". Seu trabalho seguinte, Never a Dull Moment (1972), também alcançou o primeiro lugar no Reino Unido e na Austrália, além de chegar ao top três nos EUA e no Canadá. O single "You Wear It Well" liderou as tabelas britânicas e teve um sucesso moderado em outros países.
A banda Faces se desfez em 1975. Naquele ano, "Sailing", do álbum Atlantic Crossing, que foi número um no Reino Unido e na Austrália, tornou-se um sucesso também na Holanda e Alemanha, mas com pouco impacto na América do Norte. A Night on the Town (1976), seu quinto trabalho consecutivo a liderar as paradas britânicas, iniciou uma sequência de três álbuns que alcançaram o primeiro ou o terceiro lugar nos EUA, Canadá, Reino Unido e Austrália. Esse incluía "Tonight's the Night (Gonna Be Alright)", que passou quase dois meses no topo das tabelas estadunidense e canadense. Foot Loose & Fancy Free (1977) continha as canções "You're in My Heart (The Final Acclaim)" e "Hot Legs". Blondes Have More Fun (1978) e seu single influenciado pela disco, "Da Ya Think I'm Sexy?", alcançaram o primeiro lugar no Canadá, Austrália, EUA e Reino Unido.
Após um período voltado à disco e ao new wave no final dos anos 1970 e início dos anos 1980, a música de Stewart passou a ter um estilo soft rock, com a maioria de seus álbuns alcançando o top 10 no Reino Unido, Alemanha e Suécia, mas com menor desempenho nos EUA. O single "Rhythm of My Heart" entrou no top cinco no Reino Unido e EUA, com seu álbum de origem, Vagabond Heart (1991), alcançando o décimo lugar nos EUA e o segundo no Reino Unido. Em 1993, colaborou com Bryan Adams e Sting em "All for Love", que chegou ao primeiro lugar em vários países. No início dos anos 2000, lançou uma série de álbuns de sucesso interpretando o Great American Songbook.
Em 2008, a revista Billboard classificou Stewart como o 17º artista mais bem-sucedido de todos os tempos. Vencedor do Grammy e do Brit Award, foi eleito o 33º melhor cantor da história pela revista Q Magazine. Como artista solo, foi introduzido no Hall da Fama do Rock & Roll dos EUA em 1994 e no Hall da Fama da Música do Reino Unido em 2006. Ao todo, ele teve 10 álbuns número um e 31 singles no top 10 do UK Singles Chart, seis dos quais chegaram ao topo. Stewart foi nomeado cavaleiro pela Rainha Elizabeth em 2016 pelos serviços prestados à música e à caridade.

## Primeiros anos
Roderick David Stewart nasceu em Highgate, norte de Londres, em 10 de janeiro de 1945, sendo o caçula de cinco filhos de Robert Joseph Stewart (1904–1990) e Elsie Rebecca Gilbart (1905–1996). Seu pai era escocês e havia sido mestre de obras em Leith, Edimburgo, enquanto Elsie era inglesa e cresceu em Upper Holloway, no norte de Londres. Casados em 1928, o casal teve dois filhos (Don e Bob) e duas filhas (Peggy e Mary) enquanto moravam na Escócia, e depois se mudaram para Highgate.
Stewart nasceu em casa durante a Segunda Guerra Mundial, oito anos após seu irmão mais próximo. A família não era nem rica nem pobre; ele era mimado como o caçula e descreveu sua infância como "fantasticamente feliz". Stewart teve um desempenho escolar mediano na Escola Primária Highgate e não passou no exame eleven-plus. Depois, frequentou a Escola Secundária William Grimshaw (mais tarde Escola Fortismere), em Muswell Hill. Quando seu pai se aposentou da construção civil, comprou uma banca de jornal na Archway Road, e a família passou a morar no andar de cima. O principal passatempo dele era o ferromodelismo.
A família era focada no futebol; seu pai jogava em um time amador local e chegou a gerenciar algumas equipes, sendo uma das primeiras memórias de Stewart as fotos de jogadores escoceses como George Young e Gordon Smith que seus irmãos tinham na parede. Ele era o jogador mais talentoso da família e, na época, torcia para o Arsenal. Combinando atletismo natural com uma agressividade quase imprudente, tornou-se capitão do time de futebol da escola e jogou pelo Middlesex Schoolboys como zagueiro.
A família também era grande fã do cantor Al Jolson e todos cantavam suas canções. Stewart colecionava seus discos, assistia seus filmes, lia livros sobre ele e era influenciado por seu estilo de performance e atitude com o público. Sua introdução ao rock & roll veio ao ouvir o sucesso de 1956 de Little Richard, "The Girl Can't Help It", e ao assistir a uma apresentação de Bill Haley & His Comets. Seu pai lhe comprou um violão em janeiro de 1959; a primeira canção que aprendeu foi "It Takes a Worried Man to Sing a Worried Song"; o primeiro disco que comprou foi C'mon Everybody, de Eddie Cochran. Em 1960, juntou-se a um grupo de skiffle com amigos da escola chamado Kool Kats, tocando sucessos de Lonnie Donegan e Chas McDevitt.
Stewart deixou a escola aos 15 anos e trabalhou brevemente como impressor de serigrafia. Incentivado por seu pai, sua ambição era se tornar um jogador profissional de futebol. No verão de 1960, participou de testes no Brentford, um clube da Terceira Divisão na época. Contrariando alguns relatos antigos, Stewart afirma em sua autobiografia de 2012 que nunca foi contratado pelo clube e que nunca recebeu um retorno após os testes. De qualquer forma, em relação às opções de carreira possíveis, Stewart concluiu: "Bem, a vida de músico é muito mais fácil e eu também posso beber e fazer música, e não posso fazer isso e jogar futebol. Escolhi a música... Essas são as únicas duas coisas que realmente sei fazer: jogar futebol e cantar."

## Carreira

### 1961–1963: Trabalhos iniciais e The Dimensions
Stewart trabalhou na loja da família e como entregador de jornais. Em seguida, foi contratado brevemente no Cemitério de Highgate.  Trabalhou ainda em uma funerária North Finchley e como instalador de cercas e pintor de placas. Em 1961, foi à Denmark Street e conseguiu uma audição para cantor com o renomado produtor musical Joe Meek, mas Meek interrompeu a sessão antes dele se apresentar. Stewart começou a ouvir artistas de folk britânicos e estadunidenses, como Ewan MacColl, Alex Campbell, Woody Guthrie, Ramblin' Jack Elliott e, especialmente, Derroll Adams e o álbum de estreia de Bob Dylan.
Stewart se interessou pela cultura beatnik e pela política de esquerda, vivendo por um tempo em uma casa flutuante em Shoreham-by-Sea. Ele era um apoiador ativo da Campanha pelo Desarmamento Nuclear nessa época, participando de marchas anuais de 1961 a 1963 e sendo preso três vezes ao participar de protestos sentados na Trafalgar Square e em Whitehall. Também usava as marchas como uma maneira de conhecer e conquistar garotas. Em 1962, teve seu primeiro relacionamento sério com a estudante de arte londrina Suzannah Boffey; fazendo com que se mudasse para Muswell Hill para ficarem juntos. Ela engravidou, mas nem Rod nem sua família queriam que ele se casasse; a menina foi colocada para adoção e o relacionamento deles terminou.
Ainda em 1962, começou a andar com o cantor folk Wizz Jones, tocando na Leicester Square e em outros pontos de Londres. Stewart começou a tocar harmônica, um instrumento que estava popular na época. Nos 18 meses seguintes, ele e Jones levaram suas apresentações para Brighton, depois para Paris, dormindo sob pontes sobre o Rio Sena, e finalmente para Barcelona, de onde foi deportado da Espanha por vadiagem. Na época, Stewart, que estudou na Escola William Grimshaw com três membros da banda em formação Kinks, foi brevemente cogitado como vocalista. Em 1963, adotou o estilo de vida e a estética mod e começou a modelar o penteado espetado que se tornaria sua marca registrada. Ele era mantido com água com açúcar ou grandes quantidades de laquê de suas irmãs, desfiado e moldado com as mãos para protegê-lo do vento. Desiludido com o rock & roll, ele assistiu a uma apresentação de Otis Redding e começou a ouvir discos de Sam Cooke, tornando-se fascinado por rhythm & blues e soul.
Após retornar a Londres, se juntou a um grupo de rhythm & blues, o Dimensions, em outubro de 1963, como gaitista e vocalista ocasional. Esse foi seu primeiro trabalho profissional como músico, embora ainda morasse com a família e trabalhasse na loja de pintura e molduras de seu irmão. Algumas semanas depois, um cantor um pouco mais conhecido de Birmingham, Jimmy Powell, contratou o grupo, que passou a se chamar Jimmy Powell & the Five Dimensions, com Stewart como gaitista. O grupo se apresentava semanalmente no famoso clube Studio 51, na Great Newport Street, em Londres, onde os The Rolling Stones frequentemente eram a atração principal; foi a porta de entrada de Stewart para a efervescente cena de R&B londrina, e seu talento na gaita melhorou, em parte, ao observar Mick Jagger no palco. Logo surgiram desentendimentos com Powell sobre os papéis dentro do grupo, e Stewart saiu. Ao contrário do que diz a lenda popular, é improvável que ele tenha tocado gaita no sucesso de 1964 de Millie Small, "My Boy Lollipop"; o mais provável é que tenha sido Peter Hogman, do Dimensions, embora Powell também tenha reivindicado o crédito. Powell chegou a gravar e lançar um single nesse período, mas Stewart não participou da gravação.

### 1964–1967: Steampacket e a imagemmod
Em janeiro de 1964, enquanto Stewart aguardava na estação ferroviária de Twickenham após ter assistido a Long John Baldry e os All Stars, Baldry o ouviu tocando "Smokestack Lightnin'" em sua harmônica e o convidou para se apresentar com o grupo; ao descobrir que ele também era cantor, ofereceu-lhe um emprego de £35 por semana, após obter a aprovação de sua mãe. Ao abandonar seu emprego diurno aos dezenove anos, Stewart gradualmente superou sua timidez e nervosismo, tornando-se uma presença marcante no grupo a ponto de, às vezes, ser anunciado como "Rod the Mod", apelido derivado de seu estilo dândi de vestuário e cuidados pessoais. Baldry elogiou seu talento para a revista Melody Maker e o grupo garantiu uma presença semanal no lendário Marquee Club de Londres.
Em junho de 1964, fez sua estreia em gravações (sem crédito na capa) em "Up Above My Head", o lado B de um single de Baldry e dos Hoochie Coochie Men. Ainda com Baldry, iniciou simultaneamente sua carreira solo. Ele fez algumas gravações demo, foi descoberto pela Decca Records no Marquee Club e assinou um contrato solo em agosto de 1964. Apareceu em diversos programas de televisão regionais pelo país e gravou seu primeiro single em setembro de 1964.
Recusando o material sugerido pela Decca por considerá-lo comercial demais, Stewart insistiu que os experientes músicos que lhe foram designados, incluindo John Paul Jones, conhecessem algumas canções de Sonny Boy Williamson que ele havia acabado de ouvir. A gravação resultante, "Good Morning Little Schoolgirl", foi lançada em outubro de 1964. Ele apresentou a canção no popular programa de TV Ready Steady Go!, mas ela não entrou nas paradas. Ainda em outubro, deixou os Hoochie Coochie Men após uma discussão com Baldry.
Stewart realizou algumas apresentações solo entre o final de 1964 e o início de 1965, às vezes acompanhado pelo grupo de R&B de Southampton, The Soul Agents. Os Hoochie Coochie Men se separaram, Baldry e Stewart fizeram as pazes (e se tornaram amigos para a vida toda), e o empresário Giorgio Gomelsky formou a banda Steampacket; sua primeira apresentação na banda foi abrir a apresentação dos Rolling Stones em julho de 1965. O grupo possuía múltiplos vocalistas e estilos variando do jazz ao R&B e ao blues.
O Steampacket excursionou com os Stones e os Walker Brothers naquele verão, encerrando no London Palladium; ver a reação da plateia aos Stones proporcionou a Stewart sua primeira experiência com histeria coletiva do público. Ele acabou ficando com a maioria das partes vocais masculinas. O Steampacket não conseguiu entrar em estúdio para gravar material devido a conflitos contratuais entre seus membros, que pertenciam a diferentes gravadoras e empresários, embora Gomelsky tenha gravado um dos ensaios do grupo no Marquee Club.
A imagem mod de Stewart ganhou maior visibilidade em novembro de 1965, quando foi tema de um documentário televisivo de 30 minutos intitulado "An Easter with Rod", que retratava a cultura. Suas carreira solo paralela continuou na Columbia da EMI com o lançamento, em novembro de 1965, de "The Day Will Come", uma tentativa de música pop, e em abril de 1966, de sua versão de "Shake", de Sam Cooke. Ambas fracassaram comercialmente e não receberam críticas positivas. Stewart passou a maior parte de dois anos ouvindo principalmente Cooke; mais tarde, disse: "Eu não soava como ninguém... mas sabia que soava um pouco como Sam Cooke, então ouvi Sam Cooke." Essa gravação solidificou Cooke como ídolo e influência mais duradoura de Stewart; ele a chamou de uma "travessia da água."
Stewart deixou a Steampacket em março de 1966, afirmando ter sido demitido, enquanto Brian Auger disse que ele pediu para sair. Em maio de 1966, juntou-se a um grupo semelhante, Shotgun Express, como vocalista principal ao lado de Beryl Marsden. Os outros membros incluíam Mick Fleetwood e Peter Green (que mais tarde formaram o Fleetwood Mac), além de Peter Bardens. O Shotgun Express lançou um single sem sucesso em outubro de 1966, a orquestrada "I Could Feel The Whole World Turn Round", antes de se desfazer. Mais tarde, Stewart menosprezou o Shotgun Express, chamando-o de uma imitação fraca da Steampacket, e disse: "Eu ainda sentia essa terrível sensação de estar fazendo a música de outras pessoas. Acho que você só começa a se encontrar quando escreve seu próprio material." Até então, ele havia passado por várias bandas sem muito sucesso, sem se destacar entre outros aspirantes a cantores londrinos, exceto pelo surgimento da rouquidão em sua voz.

### 1967–1969: Período com Jeff Beck Group
O guitarrista Jeff Beck recrutou Stewart para seu novo projeto pós-Yardbirds e, em fevereiro de 1967, ele se juntou ao Jeff Beck Group como vocalista e, ocasionalmente, compositor. Isso se tornaria a grande oportunidade de sua carreira inicial. Foi ali que ele tocou pela primeira vez com Ronnie Wood, que havia conhecido em um pub londrino em 1964; os dois logo se tornaram grandes amigos. Durante o primeiro ano, o grupo passou por constantes mudanças de bateristas e enfrentou conflitos com o empresário Mickie Most, que queria reduzir o papel de Stewart. Eles fizeram turnês pelo Reino Unido e lançaram alguns singles que traziam ele no lado B. Sua carreira solo também continuou de forma irregular, com o lançamento, em março de 1968, da canção "Little Miss Understood" pela Immediate Records, que não se tornou um sucesso.
O Jeff Beck Group fez uma turnê pela Europa Ocidental na primavera de 1968, gravou e ficou quase sem dinheiro. Então, o assistente de gerenciamento Peter Grant agendou uma turnê de seis semanas pelos Estados Unidos, começando em junho de 1968 no Fillmore East, em Nova Iorque. Stewart, em sua primeira viagem aos EUA, sofreu um forte medo do palco na estreia e se escondeu atrás dos amplificadores enquanto cantava. Apenas um gole de conhaque o fez sair. Apesar disso, a turnê foi um grande sucesso, com Robert Shelton, do The New York Times, chamando o grupo de empolgante e elogiando "a interação da guitarra selvagem e visionária de Beck com o canto rouco e insistente de Rod Stewart", enquanto o New Musical Express relatava que o grupo estava recebendo aplausos de pé e arrecadando tanto quanto Jimi Hendrix e the Doors.
Em agosto de 1968, o primeiro álbum da banda, Truth, foi lançado e, em outubro, alcançou a 15ª posição na parada de álbuns dos EUA, mas não entrou nas paradas do Reino Unido. O álbum destacava a técnica magistral de guitarra de Beck e sons manipulados, enquanto Stewart interpretava de forma dramática o repertório variado do grupo, que incluía blues, folk, rock e heavy metal. Stewart também coescreveu três canções e atribuiu ao disco o desenvolvimento de suas habilidades vocais e da característica rouquidão de sua voz. O grupo fez outra turnê pelos Estados Unidos no final do ano, sendo bem recebido, mas enfrentou mais mudanças de integrantes (algo recorrente na carreira de Beck). Em julho de 1969, ele saiu após a saída de seu amigo Wood. Mais tarde, recordou: "Era uma banda ótima para cantar, mas eu não aguentava toda a tensão e falta de amizade que surgiram... Nos dois anos e meio que estive com Beck, nunca olhei diretamente em seus olhos – sempre olhava para sua camisa ou algo assim".
O segundo álbum do grupo, Beck-Ola, foi lançado em junho de 1969 nos EUA e em setembro no Reino Unido, abrangendo o período em que o grupo estava se dissolvendo; também alcançou a posição 15 na parada estadunidense e a posição 39 na parada britânica. Durante seu tempo com o grupo, Stewart inicialmente se sentiu superado pela presença de Beck, e seu estilo ainda estava se desenvolvendo; porém, mais tarde, sentiu que os dois desenvolveram uma forte conexão musical, embora não necessariamente pessoal. Grande parte de seu senso de fraseado foi aprimorado durante ese tempo. Beck tentou formar um novo supergrupo com Carmine Appice e Tim Bogert (da igualmente recém-dissolvida Vanilla Fudge), juntando-os a eles, mas Stewart tinha outros planos.

### 1969–1975: Carreira solo estabelecida e álbuns com Faces
O responsável pelo A&R da Mercury Records, Lou Reizner, viu Stewart se apresentar com Beck e, em 8 de outubro de 1968, assinou um contrato solo com ele; porém, complexidades contratuais atrasaram as gravações até julho de 1969. Enquanto isso, em maio de 1969, o guitarrista e vocalista Steve Marriott deixou a banda inglesa the Small Faces. Ron Wood o substituiu como guitarrista em junho e, em 18 de outubro de 1969, Stewart seguiu seu amigo e tornou-se o novo vocalista da banda. Os dois se juntaram aos membros existentes Ronnie Lane, Ian McLagan e Kenney Jones, que logo decidiram chamar a nova formação de Faces. An Old Raincoat Won't Ever Let You Down tornou-se o primeiro álbum solo dele em 1969 (nos EUA, foi lançado como The Rod Stewart Album). A base do som era uma mistura de folk, rock e country blues, incluindo tanto material original ("Cindy's Lament" e a faixa-título) quanto versões ("Dirty Old Town" de Ewan MacColl e "Handbags and Gladrags" de Mike d'Abo).

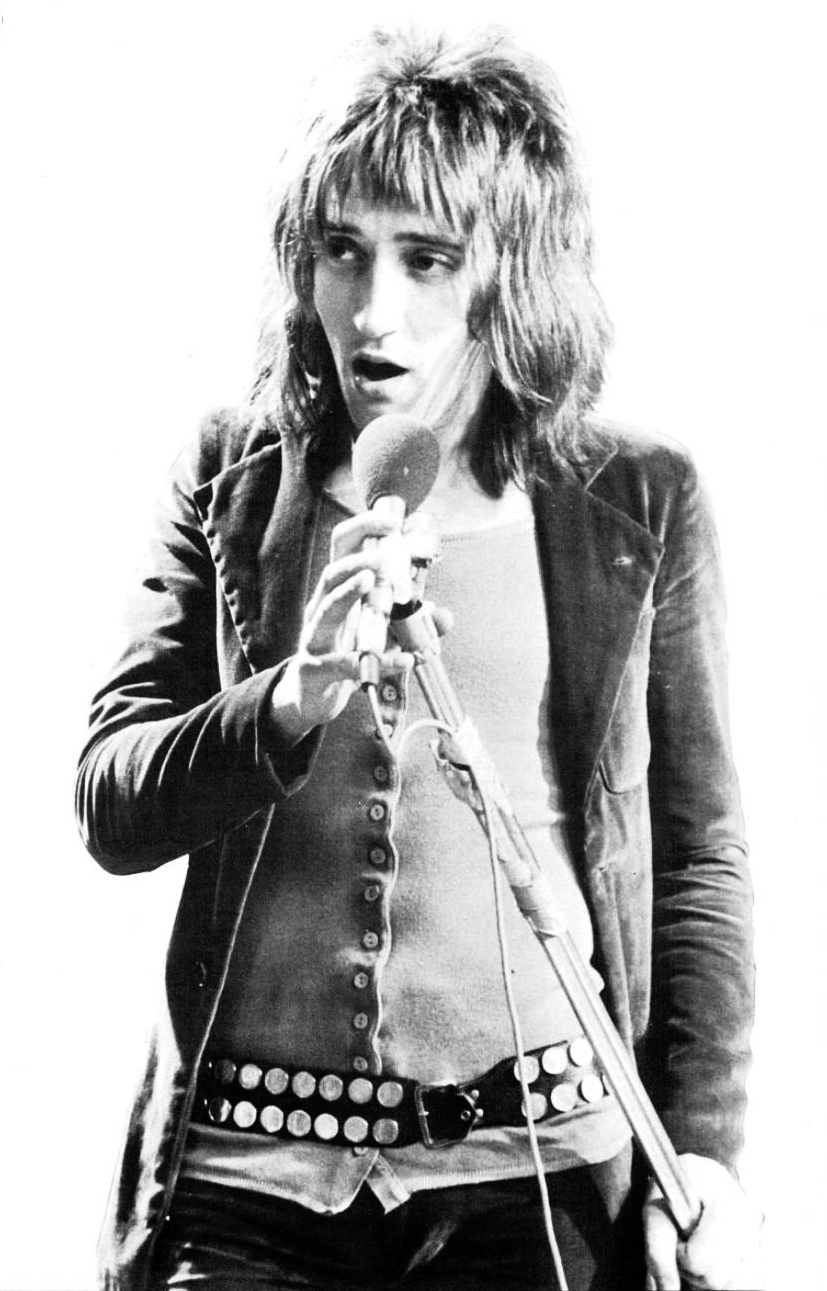
Stewart em um anúncio comercial para seu álbum de 1971 Every Picture Tells A Story

O Faces lançou seu álbum de estreia, First Step, no início de 1970, com um estilo de rock & roll semelhante ao dos Rolling Stones. Stewart lançou seu segundo álbum, Gasoline Alley, no outono daquele ano. Ele também foi convidado pelo grupo australiano Python Lee Jackson para cantar "In a Broken Dream", gravada em abril de 1969, mas lançada apenas em 1970. Seu pagamento foi um jogo de capas para os bancos de seu carro. A canção foi relançada em 1972 e se tornou um sucesso mundial. O álbum solo de 1971, Every Picture Tells a Story, o tornou um nome conhecido quando o lado B de "Reason to Believe", "Maggie May" (co-escrita com Martin Quittenton), começou a tocar nas rádios. O álbum e o single ocuparam simultaneamente a primeira posição nas paradas do Reino Unido, EUA, Canadá e Austrália – um feito inédito – em setembro.
O segundo álbum do Faces, Long Player, foi lançado no início de 1971 e teve um desempenho melhor nas paradas do que First Step. A banda também conseguiu seu único sucesso no Top 40 dos EUA com "Stay With Me", do terceiro álbum A Nod Is as Good as a Wink...To a Blind Horse, lançado no final de 1971. Esse alcançou o Top 10 em ambos os lados do Atlântico, impulsionado pelo sucesso de Every Picture Tells a Story. Steve Jones, dos The Sex Pistols, tinha grande admiração pelo Faces e os citava como uma das principais influências no movimento britânico do punk rock.
O Faces fez uma extensa turnê em 1972, período em que a tensão dentro da banda aumentou devido ao sucesso crescente da carreira solo de Stewart. No mesmo ano, ele lançou Never a Dull Moment. Seguindo em grande parte a fórmula de Every Picture, o álbum alcançou o segundo lugar na parada estadunidense e o primeiro na britânica, recebendo mais elogios da crítica. "You Wear It Well" foi um sucesso, chegando ao 13º lugar nos EUA e ao primeiro no Reino Unido, enquanto "Twisting the Night Away" evidenciou a influência de Sam Cooke. O conjunto de sua obra solo inicial rendeu-lhe grande reconhecimento da crítica. A edição de 1980 do Illustrated History of Rock & Roll da Rolling Stone inclui a seguinte análise:
“Raramente um cantor teve um talento tão completo e único quanto Rod Stewart; raramente alguém traiu tanto seu próprio talento. Outrora a presença mais compassiva da música, ele se tornou uma autocaricatura azeda – e vende mais discos do que nunca. [...] Um compositor que oferecia um lirismo profundo e um fabuloso humor autodepreciativo, contador de histórias fantásticas e desbravador de corações honestos, ele tinha um olhar incomparável para os pequenos detalhes em torno dos quais as vidas giram, se despedaçam e se recompõem [...] e uma voz capaz de tornar esses detalhes indeléveis. [...] Seus álbuns solo eram definidos por duas qualidades especiais: calor, que era redentor, e modéstia, que era libertadora. Se algum roqueiro escolheu o papel de homem comum e fez jus a ele, esse foi Rod Stewart.”

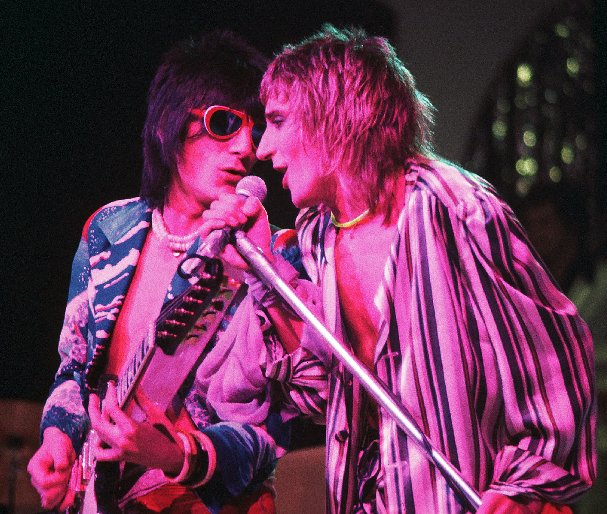
Stewart (à direita) enquanto estava no Faces, com Ronnie Wood (à esquerda)

The Faces lançaram seu álbum final, Ooh La La, que alcançou o primeiro lugar no Reino Unido e o 21º nos Estados Unidos em 1973. O desentendimento entre ele e os outros integrantes aumentou ainda mais, pois, segundo Ian McLagan, Stewart não participou até duas semanas após o início das gravações, "e então reclamou que algumas músicas estavam no tom errado para ele. Então, regravamos e esperamos uma semana para que ele voltasse. Gravamos a faixa de 'Ooh La La' três vezes antes que ele finalmente desistisse dela, deixando para Woody cantar. [...] Na semana em que o álbum foi lançado, ele fez tudo o que pôde para prejudicá-lo e disse a quem quisesse ouvir o quão inútil ele era." A banda fez uma turnê pela Australásia, Japão, Europa e Reino Unido em 1974 para promover o álbum e o single "Pool Hall Richard".
No final de 1974, lançou seu álbum Smiler. No Reino Unido, alcançou o primeiro lugar e o single "Farewell" chegou ao sétimo, mas nos Estados Unidos ficou na 13ª posição na parada de álbuns pop da Billboard e o single "Mine for Me" atingiu apenas a 91ª colocação. Foi seu último álbum pela Mercury Records. Após o lançamento da coletânea The Best of Rod Stewart, ele mudou para a Warner Bros. Records e permaneceu com a gravadora durante a maior parte de sua carreira (os lançamentos solo de Stewart no Reino Unido foram lançados pela Riva até 1981). Em 1975, os Faces fizeram duas turnês pelos Estados Unidos. Com Ronnie Wood tendo lançado seu segundo álbum solo em 1975 e também se juntado aos Rolling Stones (primeiro como substituto temporário de Mick Taylor, que estava saindo da banda, e depois como membro permanente), além da crescente carreira solo de Stewart, tornou-se impossível manter os Faces como uma banda viável, e eles se separaram no final do ano.

### 1975–1988: Auge da fama e reação da crítica

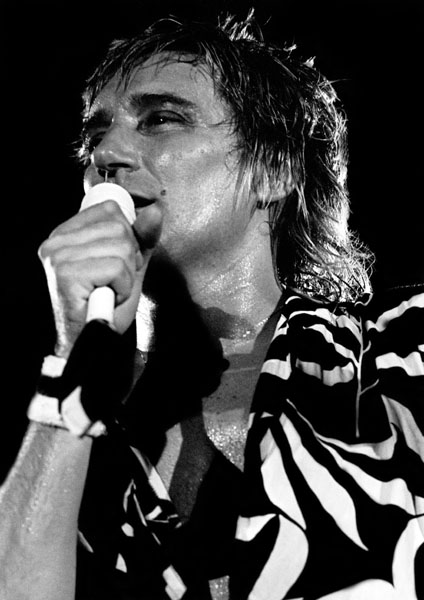
No palco em Dublin, 1981

Em 1975, mudou-se para Los Angeles; naquele ano, lançou o álbum Atlantic Crossing por sua nova gravadora, utilizando o produtor Tom Dowd. Atlantic Crossing marcou o retorno ao Top 10 das paradas de álbuns da Billboard. O primeiro single, uma versão da canção dos Sutherland Brothers, "Sailing", foi um sucesso número um no Reino Unido, alcançou altas posições em outros países europeus e na Austrália, mas chegou apenas ao Top 60 nos EUA e no Canadá. O single voltou ao Top 10 do Reino Unido um ano depois, quando foi usado como tema de uma série documental da BBC sobre o HMS Ark Royal. Tendo sido um sucesso duas vezes, "Sailing" tornou-se, e continua sendo, seu single mais vendido no Reino Unido. Seu cover de Holland-Dozier-Holland, "This Old Heart of Mine", também foi um hit no Top 100 em 1976. No mesmo ano, fez uma versão da canção dos Beatles, "Get Back", para o documentário musical All This and World War II.
Mais tarde, liderou a Billboard Hot 100 nos EUA por oito semanas e a parada da ARIA na Austrália com a balada "Tonight's the Night", acompanhada por um videoclipe estrelado pela atriz Britt Ekland. A canção fazia parte do álbum A Night on the Town, que alcançou o segundo lugar na parada de álbuns da Billboard e foi o primeiro a receber certificação de platina. Ao marcá-lo explicitamente com um "lado rápido" e um "lado lento", Stewart continuou a tendência iniciada em Atlantic Crossing. "The First Cut Is the Deepest", um cover de uma gravação de Cat Stevens, alcançou o primeiro lugar no Reino Unido em 1977 e entrou no Top 30 nos EUA. "The Killing of Georgie", sobre o assassinato de um homem gay, também atingiu o Top 40.
Foot Loose & Fancy Free (1977) contou com a banda própria de Stewart. O álbum manteve o sucesso nas paradas, alcançando o segundo lugar. "You're in My Heart" foi o single de maior destaque, chegando ao quarto lugar nos EUA. "Hot Legs" teve bastante reprodução nas rádios, assim como a confessional "I Was Only Joking". Visualmente, seu estilo evoluiu para incluir elementos de glam, com maquiagem e roupas de elastano. Stewart conquistou mais um primeiro lugar no Reino Unido e nos EUA com "Da Ya Think I'm Sexy?", que se tornou um sucesso crossover, atingindo a quinta posição na parada da Billboard, graças ao seu som disco. Essa foi a faixa principal de Blondes Have More Fun (1978), que chegou ao primeiro lugar na parada de álbuns da Billboard e vendeu três milhões de cópias.
Um dos principais focos de avaliadores nesse período foi exatamente seu maior sucesso, "Da Ya Think I'm Sexy?", que era atípico em relação às suas produções anteriores e foi desprezado pelos críticos. Em entrevistas, Stewart, embora admitisse que seu visual havia se tornado "vulgar", defendeu a letra, argumentando que a canção é um retrato da vida em terceira pessoa e não algo sobre ele, semelhante ao estilo de suas obras anteriores. O refrão da música era idêntico ao de "Taj Mahal", do brasileiro Jorge Ben Jor, o que resultou em um processo judicial. Ao reconhecer a cópia, Stewart doou os royalties de "Da Ya Think I'm Sexy?" para UNICEF e a apresentou na Assembleia Geral das Nações Unidas em 1979.
Em 1980, seguiu uma direção mais voltada para o new wave, lançando o álbum Foolish Behaviour. O disco gerou um single de sucesso, "Passion", que alcançou a 5ª posição na parada Billboard dos EUA. Em agosto de 1981, a MTV foi lançada, exibindo vários videoclipes de Stewart em alta rotação. No final de 1981, ele incorporou mais elementos de new wave e synth-pop ao seu som com o álbum Tonight I'm Yours. A faixa-título chegou ao 20º lugar nos EUA, enquanto "Young Turks" entrou no Top 5, levando o álbum a alcançar certificação de platina. Em 18 de dezembro de 1981, se apresentou no Los Angeles Forum, ao lado de Kim Carnes e Tina Turner, em uma apresentação transmitida via satélite para o mundo todo.

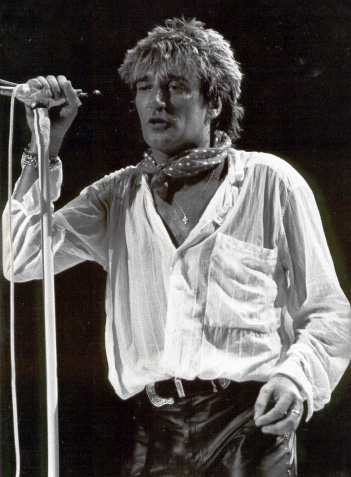
Stewart se apresentando em Paris, 1986

Stewart foi criticado pelo movimento anti-apartheid por quebrar um boicote amplamente respeitado contra a África do Sul, ao se apresentar no complexo de resorts Sun City, em Bophuthatswana, durante suas turnês Body Wishes (1983) e Camouflage (1984). Entre 1982 e 1988, conseguiu quatro singles no Top 10 dos EUA: "Young Turks" (5º lugar, de 1981 para 1982), "Some Guys Have All the Luck" (10º, 1984), "Infatuation" (6º, 1984) e "Love Touch" (6º, 1986, uma colaboração entre Holly Knight e Mike Chapman). "Baby Jane" alcançou a 14ª posição nos EUA em 1983, mas chegou ao 1º lugar no Reino Unido, sendo seu último single a atingir o topo das paradas britânicas até hoje. O álbum correspondente, Camouflage, recebeu certificação de ouro no Reino Unido, e o single "Infatuation" (com seu antigo amigo Jeff Beck na guitarra) teve grande exibição na MTV. O segundo single, "Some Guys Have All The Luck", chegou à 15ª posição no Reino Unido e ao 10º lugar nos EUA.
Uma reunião com Jeff Beck resultou em uma versão bem-sucedida de "People Get Ready", de Curtis Mayfield, mas uma tentativa de turnê conjunta desmoronou após algumas datas. No Reino Unido, "Every Beat of My Heart" alcançou a segunda posição em 1986. Em janeiro de 1985, Stewart se apresentou para um grande público no festival Rock in Rio no Rio de Janeiro.

### 1988–1994:Out of Order,Vagabond HearteHallda Fama
Em 1988, retornou com Out of Order, produzido por Andy Taylor, do Duran Duran, e por Bernard Edwards, do Chic. "Lost in You", "Forever Young", "Crazy About Her" e "My Heart Can't Tell You No" foram todos sucessos no Top 15 da Billboard Hot 100 e das paradas de rock, com esta última chegando ao Top 5. "Forever Young" foi baseada inconscientemente na canção de mesmo nome de Bob Dylan; os artistas chegaram a um acordo sobre o compartilhamento de royalties. A canção alcançou a 12ª posição nos Estados Unidos. Em setembro de 1988, Stewart apresentou "Forever Young" no MTV Video Music Awards de 1988 no Universal Amphitheatre, em Los Angeles, e no ano seguinte recebeu uma indicação ao Grammy Award de Melhor Performance Vocal de Rock Masculina.
A versão da canção "Downtown Train" de Tom Waits alcançou o terceiro lugar na Billboard Hot 100 em 1990. Ela foi retirada de um box set de quatro CDs chamado Storyteller – The Complete Anthology: 1964–1990. Lançado em 1991, o álbum Vagabond Heart continuou a renovação e inspiração de Stewart. O single principal, "It Takes Two", com Tina Turner, foi lançado em 1990 antes do lançamento completo do álbum e alcançou a quinta posição nas paradas do Reino Unido, mas não entrou nas listas dos EUA. As faixas seguintes de Vagabond Heart chegaram à Billboard Hot 100 em 1991, com "Rhythm of My Heart" atingindo a 5ª posição e "The Motown Song" a 10ª.

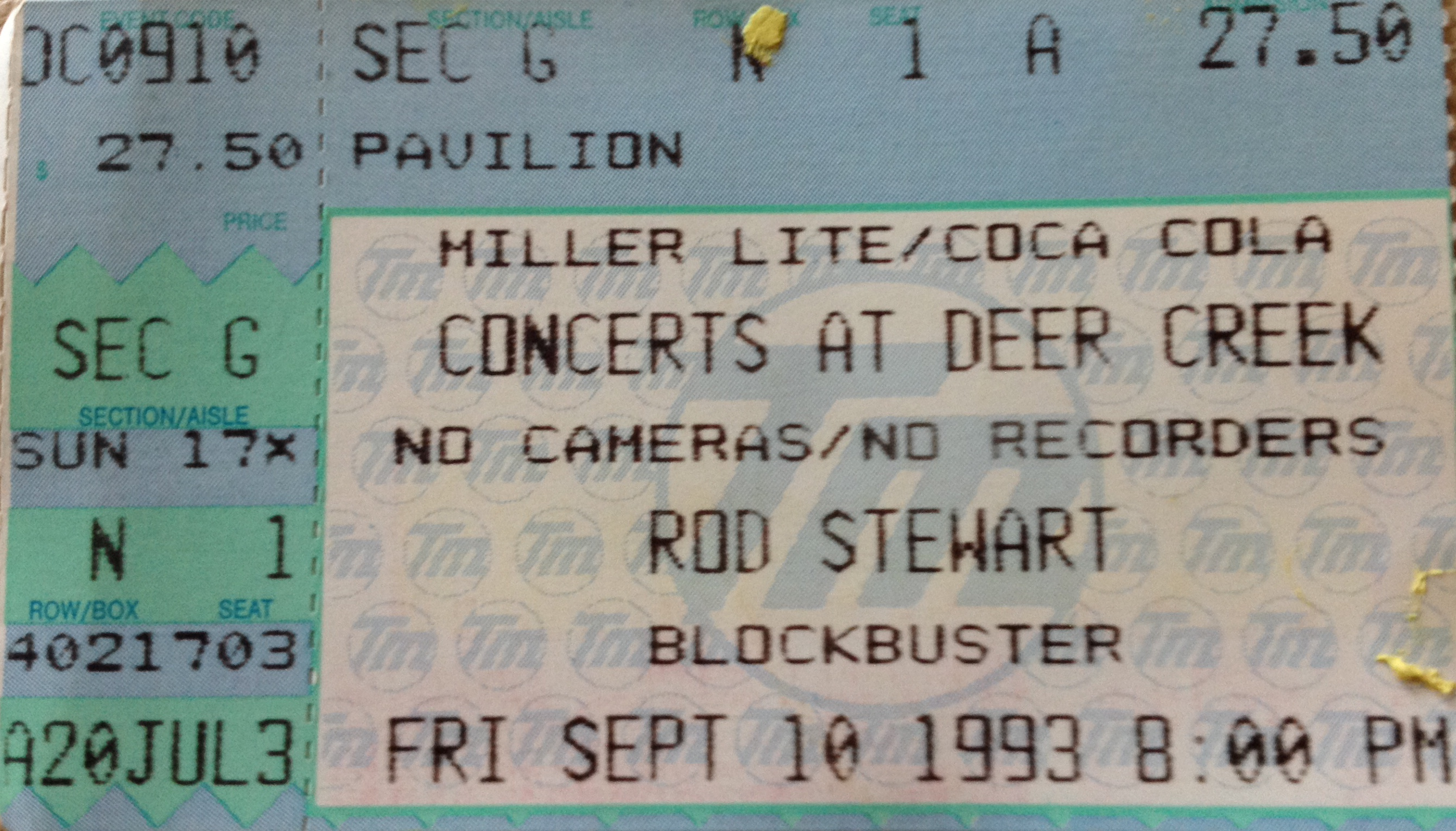
Ingresso de show, 1993

No Brit Awards de 1993 em Londres, Stewart recebeu o prêmio de Contribuição Excepcional para a Música. Ele trouxe de volta os Faces ao palco para uma reunião improvisada. No mesmo ano, ele gravou "All For Love" com Sting e Bryan Adams para a trilha sonora do filme The Three Musketeers; o single alcançou o primeiro lugar nos EUA e o segundo no Reino Unido. Ainda em 1993, se reuniu com Ronnie Wood para gravar o especial MTV Unplugged, que incluiu "Handbags and Gladrags", "Cut Across Shorty" e quatro faixas de Every Picture Tells a Story. O programa contou com uma versão acústica de "Have I Told You Lately" de Van Morrison, que liderou a parada Billboard de músicas contemporâneas e alcançou a 5ª posição na Billboard Hot 100. Uma versão de "Reason to Believe" também recebeu considerável reprodução nas rádios. O álbum resultante, Unplugged...and Seated, alcançou a segunda posição na parada de álbuns Billboard 200.
Stewart foi incluído no Hall da Fama do Rock & Roll em 1994, apresentado por Jeff Beck. Em 31 de dezembro, ele se apresentou para 3,5 milhões de pessoas na praia de Copacabana, no Rio de Janeiro, entrando para o Guinness Book of World Records por realizar a maior apresentação musical da história.

### 1995–2001: Novos empreendimentos e gravadoras

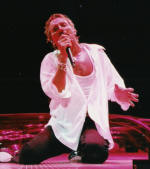
Stewart em Paris, 1995

No início dos anos 1990, Stewart havia praticamente abandonado a criação de seu próprio material, dizendo que não era um compositor nato e que a resposta morna aos seus esforços recentes não era gratificante. Em 1995, lançou A Spanner in the Works, que continha um single escrito por Tom Petty, "Leave Virginia Alone", que alcançou o Top 10 na parada de música contemporânea. A segunda metade da década de 1990 não foi tão bem-sucedida comercialmente, embora o álbum de 1996, If We Fall in Love Tonight, tenha alcançado o número 8 no Reino Unido, obtido disco de ouro e chegado ao 19º lugar na parada de álbuns da Billboard.
When We Were the New Boys, seu último álbum pela gravadora Warner Bros., lançado em 1998, continha versões de canções das bandas Oasis e Primal Scream e alcançou o segundo lugar na parada de álbuns do Reino Unido. No mesmo ano, ele gravou a música "Faith of the Heart", escrita por Diane Warren, para o filme Patch Adams. Em 2000, Stewart deixou a Warner Bros. e mudou-se para a Atlantic Records, outra divisão do Warner Music Group. Em 2001, ele lançou Human. O single "I Can't Deny It" entrou no Top 40 do Reino Unido e no Top 20 de música contemporânea. Stewart então assinou com a nova gravadora J Records de Clive Davis. The Story So Far: The Very Best of Rod Stewart, uma coletânea de sucessos de sua época na Warner Bros., recebeu certificação de quatro vezes platina no Reino Unido, com mais de 1,2 milhão de cópias vendidas, e alcançou o primeiro lugar em 2001 na Bélgica e na França.

### 2002–2010: Great American Songbook eSoulbook
Em junho de 2002, apresentou "Handbags and Gladrags" no Jardim do Palácio de Buckingham, um concerto que celebrou o Jubileu de Ouro da Rainha Elizabeth e contou com estrelas de cinco décadas da música.
Até aquele ano, Stewart havia vendido mais de 100 milhões de discos durante sua carreira. Enquanto crescia, ele ouvia em sua casa músicas escritas por compositores como Cole Porter, Gus Kahn, George Gershwin e Ira Gershwin. Inspirado nesses clássicos, ele se concentrou em gravar canções pop das décadas de 1930 e 1940 do Great American Songbook com grande sucesso popular. Esses álbuns foram lançados pelo selo J Records de Clive Davis e Stewart teve vendas de álbuns equivalentes às da década de 1970.
O primeiro álbum dessa fase, It Had to Be You: the Great American Songbook, alcançou o número quatro na parada de álbuns dos EUA, número oito no Reino Unido e número dez no Canadá quando foi lançado no final de 2002. A faixa "These Foolish Things" atingiu o número 13 na parada contemporânea da Billboard, e "They Can't Take That Away From Me" foi para o Top 20.
O segundo álbum da série, As Time Goes By: the Great American Songbook 2, alcançou o número dois nos EUA, quatro no Reino Unido e um no Canadá. "Bewitched, Bothered and Bewildered", um dueto com Cher, chegou ao Top 20 na parada contemporânea dos EUA. "Time After Time" foi outra faixa que alcançou o Top 30. Um musical chamado Tonight's The Night, com muitas das canções de Stewart, estreou em 7 de novembro de 2003 no Victoria Palace Theatre em Londres. Ele foi escrito e dirigido por Ben Elton, que anteriormente criou uma produção similar, We Will Rock You, com músicas do Queen. O musical conta a história de um pacto faustiano entre o mecânico de posto de gasolina de Detroit, Stu Clutterbuck, e Satanás.
Em 2004, se reuniu com Ronnie Wood para concertos com material dos Faces. O álbum de melhores momentos Rod Stewart and the Faces, Changing Faces, alcançou o Top 20 no Reino Unido. O box set da banda, Five Guys Walk into a Bar..., foi lançado. No final de 2004, Stardust: the Great American Songbook 3 foi lançado. Foi o primeiro álbum número um de Stewart nos Estados Unidos em 25 anos, vendendo mais de 200.000 cópias na primeira semana. Também estreou no número um no Canadá, número três no Reino Unido e no Top 10 na Austrália. Sua versão da canção de Louis Armstrong "What a Wonderful World", com participação de Stevie Wonder, entrou no Top 20 global. Ele também gravou um dueto com Dolly Parton para o álbum – "Baby, It's Cold Outside". Stewart ganhou seu primeiro Grammy Awards por este álbum.
Em 2005, foi lançado o quarto álbum da série, Thanks for the Memory: The Great American Songbook 4; incluiu duetos com Diana Ross e Elton John. Algumas semanas após seu lançamento, o CD alcançou o número dois na lista Top 200. No final de 2006, Stewart fez seu retorno ao rock e sua nova abordagem à música country com o lançamento de Still the Same... Great Rock Classics of Our Time, que incluí uma versão de "Have You Ever Seen the Rain?", do Creedence Clearwater Revival, lançada como primeiro single. O álbum estreou no número um nas paradas da Billboard, com 184.000 cópias vendidas na primeira semana. O desempenho foi ajudado por um concerto em Nova York transmitido no MSN Music e uma aparição no Dancing with the Stars. Ele se apresentou ao vivo no Nokia Theater em 9 de outubro. O evento foi transmitido ao vivo no MSN e em 117 cinemas em todo o país. Em novembro do mesmo ano, Stewart foi incluído no Hall da Fama da Música do Reino Unido.

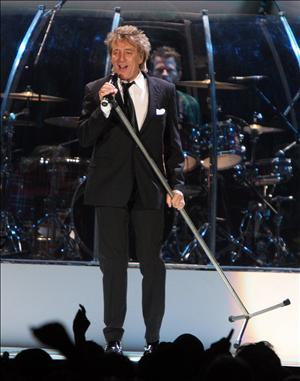
Apresentando-se em Zaragoza, Espanha, novembro de 2006

Em 1 de julho de 2007, se apresentou no Concerto para Diana realizado no Estádio de Wembley, Londres, um evento em homenagem para Princesa Diana quase 10 anos após sua morte. Ele apresentou "Sailing", "Baby Jane" e "Maggie May". Em 12 de dezembro, se apresentou pela primeira vez no Royal Variety Performance no Coliseu de Londres para Charles, Príncipe de Gales e sua esposa, cantando "Father and Son", e "It's a Heartache" de Bonnie Tyler. Em 22 de dezembro de 2006, Stewart foi o anfitrião do 8º Anual A Home for the Holidays especial da CBS às 20:00 (PST).
Em 20 de maio de 2009, cantou "Maggie May" no grande final da 8.ª temporada do American Idol. Em 2 de julho, fez sua única apresentação no Reino Unido naquele ano no Home Park, Plymouth. Em 29 de setembro, foi lançado uma compilação de 4 CDs e 65 faixas chamada Rod Stewart Sessions 1971–1998; composta por faixas inéditas e gravações descartadas de grande parte de sua carreira.
Em 17 de outubro, lançou o álbum de estúdio Soulbook, composto por covers. Em 14 de janeiro de 2010, a Rhino Records lançou Once in a Blue Moon de Stewart, um "álbum perdido" originalmente gravado em 1992, apresentando dez canções, incluindo versões de "Ruby Tuesday" dos Rolling Stones, "The Groom's Still Waiting at the Altar" de Bob Dylan e "Stand Back" de Stevie Nicks, além de "Tom Traubert's Blues" de Tom Waits. Em 19 de outubro, Stewart lançou outra edição de sua série Great American Songbook, intitulada Fly Me to the Moon: The Great American Songbook V.

### 2011–2012: Álbum de Natal e autobiografia
Em 2011, se apresentou com Stevie Nicks na turnê Heart & Soul Tour. Começando em 20 de março em Fort Lauderdale, Flórida, a turnê passou por arenas na América do Norte, com apresentações em Nova Iorque, Toronto, Los Angeles, Filadélfia, Chicago, Detroit, Tampa e Montreal, entre outras.
No mesmo ano, Stewart foi a atração principal no Festival Hard Rock Calling em 26 de junho no Hyde Park, em Londres. Ele assinou um contrato para uma residência de dois anos no Coliseu do Caesars Palace, em Las Vegas, começando em 24 de agosto. Apresentando seus maiores sucessos, a residência também incluiu faixas selecionadas de seu futuro álbum de blues, ainda sem título.
Em 7 de junho de 2012, assinou um contrato de gravação com a Universal Music Group. Ele lançou seu primeiro álbum de Natal, intitulado Merry Christmas, Baby, pelo selo Verve Music Group (uma divisão da Universal) em 30 de outubro de 2012. O álbum foi produzido por David Foster e contou com vários duetos, além de uma canção original escrita por Stewart, Foster e Amy Foster chamada "Red-Suited Super Man". Segundo a IFPI, Merry Christmas, Baby foi o sétimo álbum mais vendido mundialmente em 2012.
Em outubro, foi lançada sua autobiografia, intitulada Rod: The Autobiography (com datas de lançamento variáveis em diferentes países). No mês seguinte, Stewart apresentou "Auld Lang Syne" de seu álbum de Natal e seu sucesso "Sailing" no Royal Albert Hall durante o Festival da Memória do Royal British Legion, evento que contou com a presença da Rainha Elizabeth II. No final daquele mês, ele voltou a se apresentar no Royal Albert Hall diante da Rainha durante a 100ª edição do Royal Variety Performance, cantando "When You Wish upon a Star".
Em 26 de novembro, a gravação "Let It Snow! Let It Snow! Let It Snow!" alcançou o topo da Billboard Adulto Contemporâneo. Ele já havia liderado essa parada três vezes antes, sendo a última em 1993 com "Have I Told You Lately", o que lhe deu o segundo maior intervalo entre primeiros lugares na história da lista. A canção permaneceu na primeira posição por cinco semanas, empatando como a canção natalina com maior permanência no topo.
Em 10 de dezembro, Stewart foi um dos cantores convidados no especial de Natal Home for the Holidays de Michael Bublé. Ele foi o décimo artista mais vendido no Canadá em 2012, segundo dados anuais da Nielsen Soundscan. Em fevereiro de 2013, Stewart foi indicado ao Juno Award de Álbum Internacional do Ano pelo álbum Merry Christmas, Baby.

### 2013–2015: Retorno à composição –TimeeAnother Country

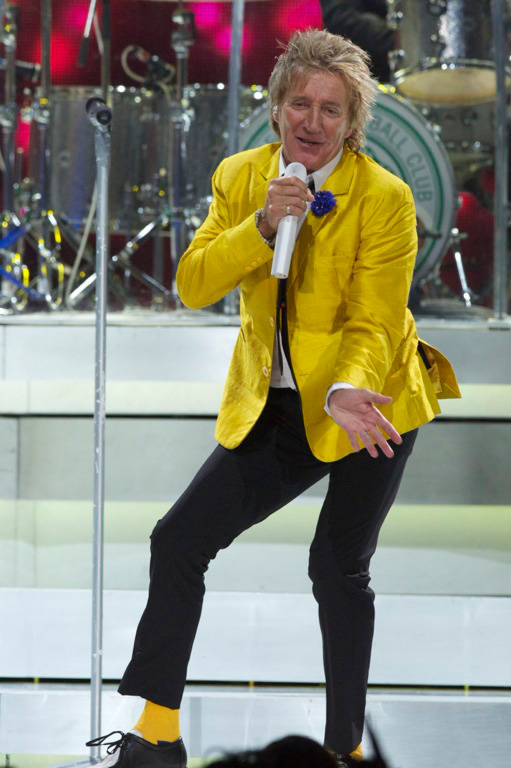
Apresentação em Hamburgo, setembro de 2013

Em maio de 2013 foi lançado Time, um álbum de rock com conteúdo original. O material marcou seu retorno à composição após o que Stewart chamou de "um período sombrio de vinte anos"; ele afirmou que escrever sua autobiografia lhe deu o impulso para voltar a compor. O álbum estreou no UK Albums Chart na primeira posição, estabelecendo um novo recorde britânico para o maior intervalo entre álbuns que alcançaram o topo da parada. O último álbum dele a atingir o primeiro lugar na parada havia sido Greatest Hits Volume 1 em 1979, e seu último álbum de estúdio a alcançar essa posição foi A Night on the Town de 1976.
Em setembro, Stewart entregou ao amigo Elton John o primeiro prêmio Brits Icon em uma apresentação especial no London Palladium, reconhecendo o "impacto duradouro" de John na cultura do Reino Unido. O cantor brincou que John era "o segundo melhor cantor de rock de todos os tempos", antes de os dois se apresentarem juntos no palco. Um novo álbum de estúdio, Another Country, foi lançado em 23 de outubro. O vídeo do primeiro single, "Love Is", foi disponibilizado pela Vevo.

### 2016–presente:Blood Red RoseseThe Tears of Hercules
Stewart gravou vocais com Joe Walsh no álbum de Frankie Miller, Frankie Miller's Double Take, que foi lançado em 30 de setembro de 2016. Ele cantou sua versão de "Sgt. Pepper's Lonely Hearts Club Band", dos Beatles, no episódio 17b de Beat Bugs, que estreou em 18 de novembro de 2016 na Netflix. Ao mesmo tempo, respondeu à alegação de John Lennon, feita em 1980, de que seu sucesso "The Killing of Georgie" plagiava a canção "Don't Let Me Down". Ele declarou ao The Guardian: "Realmente soa parecido, [...] Nada de errado em fazer um bom roubo!".
Em 28 de setembro de 2018, lançou seu 30º álbum de estúdio, Blood Red Roses, pela Republic Records. No ano seguinte, fez um dueto com a cantora galesa Bonnie Tyler na faixa "Battle of the Sexes" no álbum de estúdio dela, Between the Earth and the Stars. Em 22 de novembro de 2019, Stewart lançou You're in My Heart, produzido por Trevor Horn. O álbum contém os sucessos "Sailing", "I Don't Want To Talk About It" e "The First Cut is the Deepest", com novos arranjos executados pela Orquestra Filarmônica Real, assim como os sucessos de 1971 "Maggie May" e "Reasons to Believe". O lançamento de You're In My Heart coincidiu com a maior turnê de Stewart no Reino Unido, realizada entre novembro e dezembro daquele ano, uma continuação de sua bem-sucedida turnê de verão. You're In My Heart também incluiu "Stop Loving Her Today", uma nova canção, além de uma nova gravação de "It Takes Two" com a participação de Robbie Williams.
You're in My Heart alcançou o topo da UK Albums Chart, permanecendo na primeira posição por três semanas e tornando-se seu décimo álbum a atingir o feito. Em novembro de 2021, ele lançou seu 31º álbum de estúdio, The Tears of Hercules. Stewart é apenas o quinto artista britânico na história a alcançar 10 ou mais álbuns número um, e recebeu a certificação de Ouro pela BPI.
Em junho de 2022, se apresentou no Platinum Party at the Palace. Em novembro, revelou que havia recusado uma apresentação na Copa do Mundo do Qatar, apesar de uma oferta de "mais de US$ 1 milhão", citando o histórico de violação de direitos humanos do país. Em 2023, a revista Rolling Stone classificou Stewart na 49ª posição de sua lista dos 200 maiores cantores de todos os tempos. Em maio de 2023, se apresentou nos concertos em tributo a Jeff Beck realizados no Royal Albert Hall, dividindo o palco com Ronnie Wood, Eric Clapton, Kirk Hammett e Johnny Depp, entre outros.
No final de 2023, a Warner Music anunciou um novo álbum, Swing Fever, gravado com a orquestra de Jools Holland, com lançamento previsto para 23 de fevereiro de 2024. Um single do álbum, "Almost Like Being in Love", foi lançado em 5 de dezembro. Em fevereiro de 2024, o Iconic Artists Group de Irving Azoff adquiriu o catálogo de Stewart por quase US$ 100 milhões. Em novembro, foi confirmada sua presença no palco Legends do Glastonbury em 2025, 23 anos após sua última participação no festival.

## Vida pessoal

### Fortuna e saúde
Stewart foi estimado em uma fortuna de £215 milhões pela lista da revista Sunday Times de 2021, tornando-se a 12ª pessoa mais rica da indústria musical britânica. Ele mora com sua esposa na casa tombada de Grau II Durrington House, uma propriedade de £4,65 milhões em Essex.
Colecionador de carros, Stewart possui um dos 400 Ferrari Enzo. Em 1982, teve seu carro roubado na Sunset Boulevard, em Los Angeles, enquanto estacionava sua Porsche de US$50.000. O veículo foi posteriormente recuperado. Em março de 2022, ele e outros moradores realizaram manutenção na estrada perto de sua residência, alegando que uma ambulância havia estourado um pneu e que sua Ferrari não conseguia passar. Dominic Zaria, um dos vizinhos, elogiou a atitude do cantor e afirmou que a estrada tinha "uma rachadura enorme" e podia ser perigosa quando escura e molhada. Em resposta, o conselho do condado alertou que os buracos deveriam ser reparados por profissionais, acrescentando que moradores que fizessem seus próprios reparos "poderiam ser responsabilizados por quaisquer problemas ou acidentes".
Em maio de 2000, foi diagnosticado com câncer de tireoide, pelo qual passou por uma cirurgia no mesmo mês. Anteriormente, havia sido relatado que ele sofria de um nódulo benigno nas cordas vocais. Além de ser um grande susto para sua saúde, a cirurgia também ameaçou sua voz, e ele precisou reaprender a cantar. Desde então, ele tem sido ativo na arrecadação de fundos para a instituição de caridade The City of Hope Foundation, que busca a cura para todos os tipos de câncer, especialmente aqueles que afetam crianças. Em um artigo de 2014 da Model Railroader, confirmou que é daltônico. Em setembro de 2019, revelou que foi diagnosticado com câncer de próstata em 2017 e recebeu alta após o tratamento. Em 2022, também admitiu ter usado cocaína no passado. Em fevereiro de 2023, foi anunciado que Stewart pagou por um dia de exames de ressonância magnética para pacientes no Hospital Princesa Alexandra, em Harlow, para ajudar a reduzir as filas de espera.
Antes de retornar ao Reino Unido, Stewart jogou pelo time LA Exiles, composto principalmente por expatriados ingleses e algumas celebridades, incluindo Billy Duffy, da banda The Cult, em uma liga em Palos Verdes, Califórnia. Apesar de seu pai ter sido torcedor do Hibernian, Stewart é torcedor do Celtic, o que menciona na canção "You're in My Heart". Ele também apoia a seleção da Escócia e acompanha o Manchester United como seu time inglês. Ele explica seu vínculo com o Celtic e o Manchester no livro de Frank Worrall, Celtic United. Stewart esclarece isso em seu livro de 2012 (pág. 163–64), Rod: The Autobiography, mencionando que "só teve um apego ao Manchester United nos anos 1970, porque naquela época o time tinha muitos grandes jogadores escoceses, incluindo Denis Law... Quando finalmente me identifiquei com um time, foi com o Celtic". Ele entregou o troféu ao Celtic após a vitória na Final da Copa da Liga Escocesa de 2015.
Stewart é um entusiasta de ferromodelismo. Seu modelo ferroviário em escala HO, de 23 ft × 124 ft (7.0 m × 37.8 m), localizado em sua casa em Los Angeles, é inspirado nas ferrovias de Nova Iorque e Pensilvânia da década de 1940. Ela possui uma linha principal de 900 ft (270 m), utiliza trilhos flexíveis e um sistema controle de comando digital da Digitrax. Chamado de "Three Rivers City", o modelo foi destaque em seis edições da Model Railroader. Em um artigo de 2007, Stewart afirmou que aparecer em uma revista de ferromodelismo significava mais para ele do que aparecer em uma publicação sobre música. Ele tem um segundo, menor, modelo ferroviário em sua casa no Reino Unido, baseado na linha principal da costa leste britânica.

### Relacionamentos e filhos
Stewart tem oito filhos, com cinco mães diferentes: entre 1963 e 1964, teve um relacionamento com Susannah Boffey, com quem teve uma filha, Sarah Streeter, nascida em Londres em 1964. Ela foi criada por seus pais adotivos, Gerald e Evelyn Thubron. De 1965 a 1967, namorou com Jennie Rylance e posteriormente, entre 1971 e 1975, com Dee Harrington. De 1975 a 1977, teve um relacionamento com a atriz Britt Ekland. Em 1981, ela afirmou que terminaram devido à infidelidade dele.
Entre 1979 e 1984, foi casado com Alana Stewart. Juntos, tiveram dois filhos: Kimberly Alana Stewart, nascida em 1979, e Sean Roderick Stewart, nascido em 1980. Em 21 de agosto de 2011, Kimberly deu à luz sua primeira filha, fruto do relacionamento com o ator Benicio del Toro. De 1983 até 1990, teve um relacionamento com Kelly Emberg, com quem teve uma filha, Ruby Stewart, nascida em 1987. Em seu segundo matrimônio, entre 1990 e 2006, foi casado com Rachel Hunter. O casal teve dois filhos: Renee Cecili Stewart, nascida em 1992, e Liam McAlister Stewart, nascido em 1994. Stewart e Hunter se separaram em 1999 e se divorciaram em 2006. Liam é jogador profissional de hóquei no gelo.
Desde 2007, é casado com Penny Lancaster-Stewart. Eles começaram a namorar em 1999 e se casaram em 16 de junho de 2007 no mosteiro medieval La Cervara, em Portofino. O casal teve dois filhos: Alastair Wallace Stewart, nascido em Londres em 2005, e Aiden Patrick Stewart, nascido em 2011. Em referência aos seus divórcios anteriores, Stewart declarou: "Em vez de me casar novamente, vou encontrar uma mulher de quem não gosto e simplesmente dar uma casa para ela."
Em janeiro de 2020, Stewart e seu filho Sean foram presos e ambos foram acusados de agressão após um incidente em um hotel na Flórida. O caso foi resolvido em 2021, com ambos se declarando culpados de agressão simples em um acordo judicial que não incluiu pena ou multa. Em setembro de 2002, Sean foi condenado a três meses de prisão, pagar indenização, frequentar cursos de controle da raiva e tratamento para drogas e álcool, por atacar um homem do lado de fora de um restaurante em Los Angeles.

## Prêmios e reconhecimentos

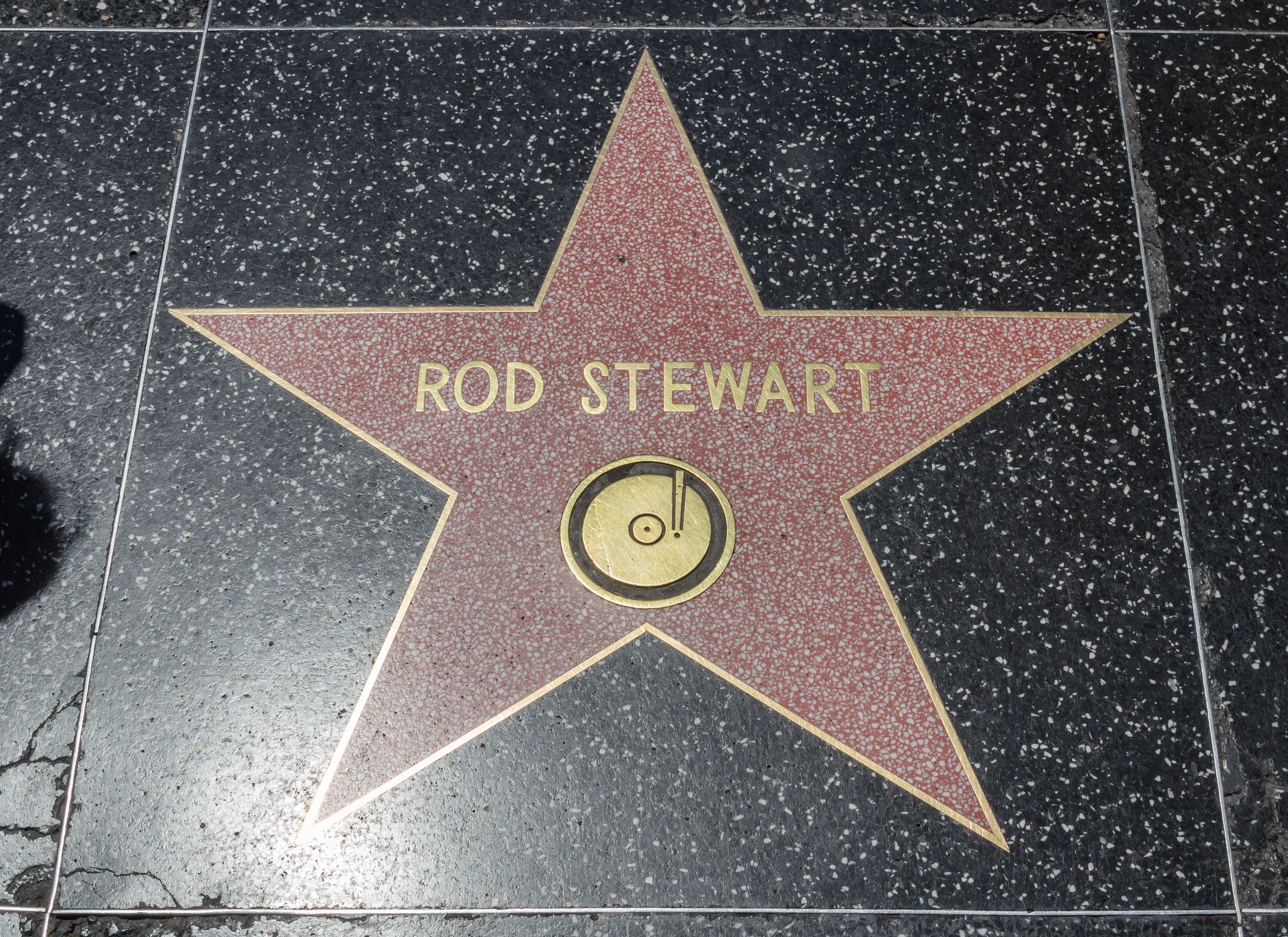
Estrela de Stewart na Calçada da Fama de Hollywood

- Venceu o Brit Award por Contribuição Excepcional à Música em 1993.[103]
- Venceu o Legend Award do World Music Awards em 1993[199] e o primeiro Diamond Award por ter vendido mais de 100 milhões de discos mundialmente, em 2001.[200]
- Introduzido no Hall da Fama do Rock & Roll em 1994 como artista solo[9] e novamente em 2012 como membro da banda Faces.[10]
- Venceu o Grammy Award de Melhor Álbum de Pop Tradicional em 2005 por Stardust ... The Great American Songbook Volume III.
- Em 11 de outubro de 2005, recebeu uma estrela na Calçada da Fama de Hollywood por suas contribuições para a indústria musical, localizada no número 6801 da Hollywood Boulevard.[201]
- Introduzido no Hall da Fama da Música do Reino Unido em 2006.[116]
- Nomeado Comandante da Ordem do Império Britânico (CBE). Em sua investidura em julho de 2007, no Palácio de Buckingham, comentou: "É uma ocasião maravilhosa. Somos o único país do mundo a homenagear um homem comum."[202] Foi condecorado como cavaleiro em 2016 por "serviços à música e à caridade".[12]
- Recebeu o Prêmio Fundadores da Sociedade Americana de Compositores, Autores e Editores (ASCAP, em inglês) em 2011.[203]
- Até o momento, Stewart recebeu sete indicações ao Juno Award canadense.[204]
- Venceu o Goldene Europa de 1991 como Melhor Cantor Internacional.[205]
- Venceu o Ivor Novello Awards de 1999 pelo Conjunto da Obra.[206]

## Discografia
- An Old Raincoat Won't Ever Let You Down (1969)
- Gasoline Alley (1970)
- Every Picture Tells a Story (1971)
- Never a Dull Moment (1972)
- Smiler (1974)
- Atlantic Crossing (1975)
- A Night on the Town (1976)
- Foot Loose & Fancy Free (1977)
- Blondes Have More Fun (1978)
- Foolish Behaviour (1980)
- Tonight I'm Yours (1981)
- Body Wishes (1983)
- Camouflage (1984)
- Every Beat of My Heart (1986)
- Out of Order (1988)
- Vagabond Heart (1991)
- A Spanner in the Works (1995)
- When We Were the New Boys (1998)
- Human (2001)
- It Had to Be You: The Great American Songbook (2002)
- As Time Goes By: The Great American Songbook, Volume II (2003)
- Stardust: The Great American Songbook, Volume III (2004)
- Thanks for the Memory: The Great American Songbook, Volume IV (2005)
- Still the Same... Great Rock Classics of Our Time (2006)
- Soulbook (2009)
- Fly Me to the Moon... The Great American Songbook Volume V (2010)
- Merry Christmas, Baby (2012)
- Time (2013)
- Another Country (2015)
- Blood Red Roses (2018)
- The Tears of Hercules (2021)
- Swing Fever (com Jools Holland) (2024)